# Croat (llengua)
El croat (en croat: hrvatski jezik) és una de les llengües eslaves i és parlat per uns 7 milions de persones, principalment a Croàcia.
Des del punt de vista lingüístic, el serbi i el croat són dues variants estandarditzades d'un mateix idioma, sent les diferències entre ambdues de tipus menor i existint una plena intel·ligibilitat mútua.
Des del punt de vista polític, fins al 1991 es va considerar que el serbi formava, juntament amb el croat i el bosnià, una de les varietats del serbocroat. El terme serbocroat es va utilitzar durant la major part del segle xx per referir-se a l'idioma comú de croats i serbis. Aquesta denominació va ser usada des de 1921 fins a les Guerres de Iugoslàvia a principis dels anys noranta, a manera de genèric dels dialectes parlats per serbis, croats, bosnians i montenegrins. Amb la separació de Iugoslàvia i l'aparició de nous estats, el terme «serbocroat» va caure en desús, a excepció de la lingüística. Avui en dia, la denominació de l'idioma és una qüestió polèmica, en la qual tenen molt a veure la història i la política. Després de la desintegració de Iugoslàvia i el cessament d'aplicació dels acords lingüístics entre Croàcia i Sèrbia es ve insistint molt, sobretot del costat croat, en la separació entre els tres idiomes. El major punt d'acord que es pot aconseguir en aquest sentit és el d'admetre que el serbi i croat (juntament amb el bosnià) formen part del «diasistema eslau centre-meridional».
El croat està basat en la pronúncia ijekaviana del dialecte štokavià (štokavski) amb certa influència del txakavià (čakavski) i kajkavià (kajkavski) i escrit amb l'alfabet croat:
El croat modern estàndard és resultat de l'evolució de més de nou-cents anys de literatura escrita en una barreja d'eslavònic litúrgic croat i la llengua vernacla. L'eslavònic litúrgic croat va ser abandonat cap a mitjans del segle xv i la literatura en croat «purament» vernacle existeix des de fa més de cinc segles.

## Història

### Inicis

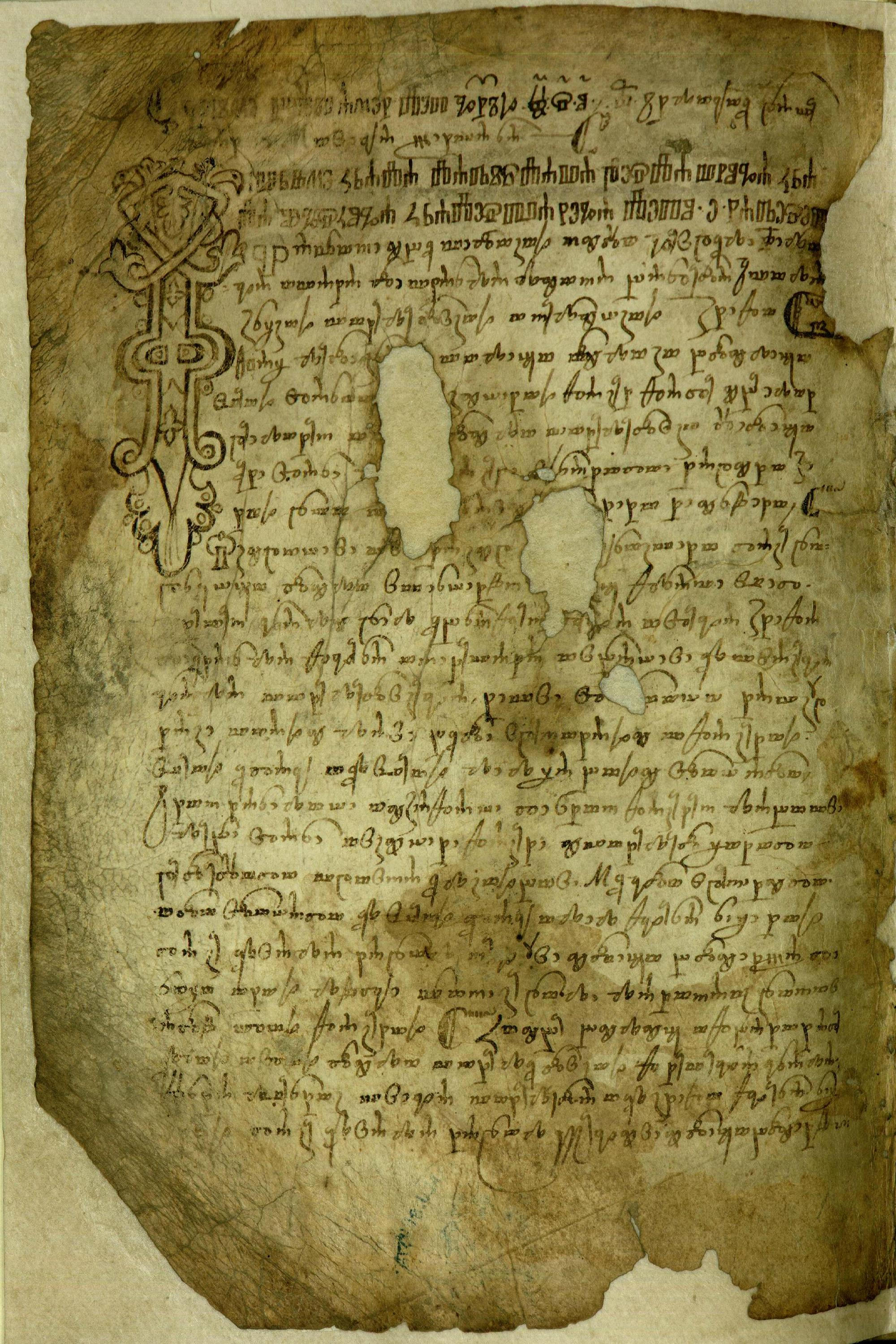
El Codi de Vinòdol.

Els començaments de la llengua escrita daten del segle ix, quan l'antic eslau fou adoptat com a idioma litúrgic. Més endavant es començà a fer servir per a finalitats seglars i arribà a ser conegut com a versió croata de l'antic eslau. Les dues variants, litúrgic i seglar, continuaren en ús fins a mitjan segle ix, escrites en l'alfabet conegut com a glagolític. Fins a final segle xi els texts medievals croates eren escrits en tres formes diferents: llatina, glagolítica i ciríl·lica croata (arvatica, poljičica, bosančica), i també en tres idiomes: croata eslau, llatí i antic eslau. L'últim, desenvolupat pel que fa a la variant croata de l'església eslava entre els segles xii i xvi. El document antic més important d'instrucció croata és la Taula de Baška, de final segle xi. És una gran taula de pedra trobada a la petita església de Santa Llúcia a l'illa croata de Krk, i conté el text escrit en txakavski (avui dia un dialecte del croata) i en escriptura croata glagolítica. En l'actualitat hi ha una gran quantitat de monuments en pedra o escrits en glagolític. També és important en la història de la nació, ja que menciona Zvonimir, aleshores rei de Croàcia.
Tanmateix, els texts representatius luxosos i ornats de l'església croata eslava pertanyen als segles xiii i xiv, quan coexistiren amb la literatura vernacla croata. Són el Missal del Duc Hrvoje de Bòsnia i la Fractura a Dalmàtia (1404), el primer llibre imprès en llengua croata (1483). També, durant el segle xiii començaren a aparèixer texts polítics i diplomàtics. Els més importants són: Delimitació d'Ístria (1275) i El Codi de Vinòdol (1288), ambdós en el dialecte txakavski. La literatura del dialecte de shtokavski, basada en els texts originals txakavskis de procedència religiosa (missals, breviaris, llibres de pregàries) aparegueren gairebé un segle més tard. El text vernacle més important en shtokavski és el llibre croata de rés del Vaticà.
Tant la llengua emprada en texts legals com l'emprada en la literatura glagolítica van caure gradualment sota la influència del vernacle, que afectà considerablement els seus sistemes fonològic, morfològic i lèxic. De les cançons seculars i religioses dels segles xiv i xv, als festivals de l'església foren composts en el vernacle. Els escriptors de la primera poesia religiosa croata, els traductors i els redactors introduïren gradualment el vernacle en llurs treballs.

### Llengua i estandardització modernes
Tot i que els primers texts purament vernacles en un croat diferent del de l'església eslava daten del segle xiii, és en els segles xiv i xv quan sorgí la llengua croata moderna (registrat en texts com el llibre croata del rés del Vaticà a partir de 1400) en la forma (morfologia, fonologia i sintaxi) que es diferencia solament lleugerament de la llengua estàndard croata contemporània. En la traducció de la Bíblia del manuscrit de Bartolomeu Kašić l'estandardització de la llengua croata es pot remuntar un altre cop al primer diccionari il·liri (Fausto Veranzio: Linguarum-Latinae de Europae del nobilissimarum del quinque de Dictionarium, Italicae, Germanicae, Dalmatiae et Unaricae, Venècia, 1595) i la primera gramàtica croata (Bartolomeo Kašić: Duo del llibre dels il·liris de les llengües de les institucions, Roma, 1604). La llengua de la traducció de Kašić del Jesuït de la Bíblia (Antic i Nou Testament, 1622-1636) en el dialecte estocojekau (l'estil ornat de la literatura del Renaixement de la República de Ragusa) és tan a prop de la llengua estàndard contemporània (tret de l'ortografiia), ja que els lingüistes del segle xix prengueren la gran República com a model per a estandarditzar la llengua.

## Dialectes
Hi ha tres dialectes principals del croat:
- Txakavià (Čakavski)
- Estocau (Štokavski)
- Kaikavià (Kajkavski)

Una altra classificació divideix l'idioma en quatre variants principals: l'ikavski, l'ekavski, l'ijekavski i el jekavski. No es tracta pròpiament de dialectes, sinó de variants amb relació a l'evolució de la vocal protoeslava jat.
Exemples:
Ikavski: divojka, zvizda, misto, razumit, rika, dil

Ijekavski: djevojka, zvijezda, mjesto, razumjeti, dijel/dijeo

## Pronunciació

### Vocals
- A: [a] com a Anna
- E: [e] com a església
- I: [i] com a Igualada
- O: [o] com a cançó
- U: [u] com a Urgell o Olot

### Consonants
N'hi ha vint-i-cinc:
- B, b: [b] com a Badalona
- C, c: [ts] com a nets
- Č, č: [ʧ] no té equivalent en català, s'assembla a tx
- Ć, ć: [ʨ] com a cotxe
- D, d: [d] com a Dinamarca
- DŽ, dž: [ʤ] com a jutge
- Đ, đ: [ʥ] s'assembla a jutge
- F, f: [f] com a Figueres
- G, g: [g] com a Gavà o guerra
- H, h: [x] com la ch polonesa a chleb o la x russa a хорошо
- J, j: [j] com la i a iogurt
- K, k: [k] com a casa
- L, l: [l] com a lògica
- LJ, lj: [ʎ] com a Sabadell
- M, m: [m] com a Manresa
- N, n: [n] com a Noguera
- NJ, nj: [ɲ] com a Catalunya
- P, p: [p] com a Pallars
- R, r: [ɾ] com a hora
- S, s: [s] com a Salou
- Š, š: [ʃ] com a Xavier, peix
- T, t: [t] com a Tàrrega
- V, v: [ʋ] com la ve francesa a voiture
- Z, z: [z] com a zebra
- Ž, ž: [ʒ] com a Girona, jardí

## Alfabet
El croat s'escriu amb l'alfabet llatí amb alguns caràcters propis, formats afegint signes diacrítics a algunes lletres llatines. L'alfabet croat té trenta lletres:
| A | B  | C   | Č   | Ć   | D | DŽ | Đ  | E |
| F | G  | H   | I   | J   | K | L  | LJ | M |
| N | NJ | O   | P   | (Q) | R | S  | Š  | T |
| U | V  | (W) | (X) | (Y) | Z | Ž  |    |   |

| a | b  | c   | č   | ć   | d | dž | đ  | e |
| f | g  | h   | i   | j   | k | l  | lj | m |
| n | nj | o   | p   | (q) | r | s  | š  | t |
| u | v  | (w) | (x) | (y) | z | ž  |    |   |

Les lletres q, w, x i y es fan servir només per manlleus d'altres llengües. Els dígrafs dž, lj i nj es consideren com una sola lletra cada un a cara a l'ordenació alfabètica.